# Keiko Sei
Keiko Sei je spisovatelka, publicistka, kurátorka a propagátorka videoartu.

## Život a dílo
Původem z Japonska. Začátkem 80. let zde vedla organizaci pro videoart a nezávislou videotvorbu a působila jako kurátorka videoartových výstav. V roce 1988 odjíždí za účelem výzkumu médií v totalitním režimu do Východní Evropy, kde spolupracuje s disidenty, umělci a spisovateli. Po pádu komunistického režimu ve Východním bloku zůstává až do roku 2002 v České republice, kde monitoruje proměnu médií v nově vzniklém demokratickém systému. Od roku 2002 působí v Bangkoku, kde pokračuje ve svém výzkumu nezávislých médií v Jihovýchodní Asii. Ve městě Yangon v Barmě zakládá v roce 2003 Myanmar Moving Image Center, kde nabízí vzdělání v oboru filmu, videa a médií. V rámci svého výzkumu pracovala i v Centrální Asii a Kavkazském regionu, přednáší na školách a v institucích s uměleckým nebo mediálním zaměřením, publikuje své texty po celém světě. Je iniciátorkou a spolupracovnicí mnoha mediálních projektů. Její sbírka videozáznamů je považována za největší soukromou sbírku revolucionářských videí.

## Knihy
- Konečná krajina (2001), Praha: One Woman Press, 2004. 267 stran. ISBN 80-86356-28-0.

## Kurátorka výstav
- The Media Are With Us!: The Role of Television in the Romanian Revolution, Budapest, (1990)
- The Age of Nikola Tesla, Osnabrück, (1991)
- EX-ORIENTE-LUX – Romanian Video Week, Bucharest, (1993)
- Orbis Fictus – New Media in Contemporary Arts, Prague, (1995)
- POLITIK-UM/New Engamement, Prague, (2002)
- Re-Designing the East: Political Design in Asia and Europe, Stuttgart, Budapest, Gdansk, Seoul, (2010-2011)